# Ernst Peterli
Ernst Peterli (teilweise auch Ernest Peterly; * 1891 oder 1892; † Dezember 1955) war ein Schweizer Fussballspieler.

## Karriere

### Vereine
Peterli stammte aus der Stadt Wil und spielte zuerst für den SC Brühl in St. Gallen und ab 1909 bei Inter Mailand. In seiner ersten Saison 1909/10 wurde er italienischer Meister und gleichzeitig Torschützenkönig. Anschliessend spielte er bis 1914, mit einer Saison Unterbruch, bei den Mailändern. Teilweise spielte auch Peterlis Bruder Alfred Peterli bei Inter. Später spielte Ernst Peterli beim FC Torino und beim SC Brühl. Beim SC Brühl wurde er 1914/15 Schweizer Meister.

### Nationalmannschaft
Für die Schweizer Nationalmannschaft spielte Peterli fünf Mal.